# مسجد الصحابة

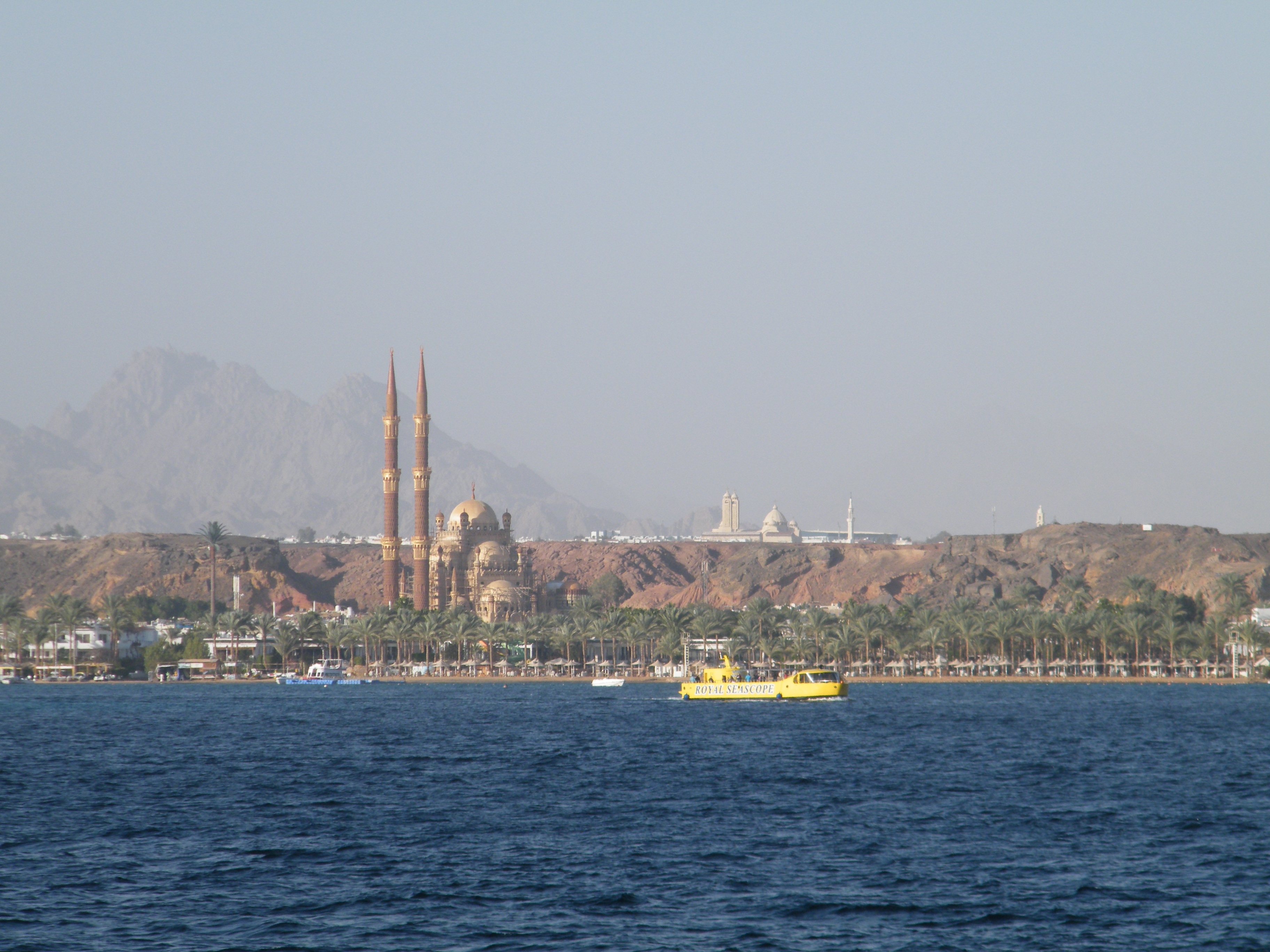

مسجد الصحابة هو أحد مساجد مدينة شرم الشيخ. أنشئ بمنطقة السوق التجاري القديم ووضع حجر الأساس له في 10 يناير 2011 وافتتح في 24 مارس 2017 ليصبح أحد معالم المدينة السياحية بتكلفة بلغت 30 مليون جنيه جمعت عن طريق التبرعات المقدمة إلى جمعية أحباب المصطفى بشرم الشيخ بالإضافة إلى تمويل حكومي. المسجد مقام على مساحة 3 آلاف متر، ويشتمل على مئذنتين ارتفاع كل منهما 76 متر، وعدد كبير من القبب، ويستوعب أكثر من 3 آلاف مصل، ويصل ارتفاع صحنه الرئيسي إلى 36 متر على مساحة 1800 متر ويسع 800 مصل، وداخله رواق به مظلتين للصلاة، و36 دورة مياه، هذا بجانب المباني الخدمية والوحدات التجارية التي تعمل كوقف للمسجد، ليكون بذلك مسجد الصحابة ثاني أكبر المساجد في مدينة شرم الشيخ بعد مسجد المصطفى.